# アウディーイウカ市電
アウディーイウカ市電（ウクライナ語: Авдіївський трамвай、ロシア語: Авдеевский трамвай）は、ウクライナのアウディーイウカにかつて存在した路面電車。住宅地と郊外の工場を結ぶ公共交通であったが、ウクライナ東部紛争の影響で2017年以降運行を停止している。

## 概要・歴史
ドネツィクから3 km程離れた場所に位置するアウディーイウカには、冶金用コークスや化学製品を主に生産するアウディーイウカコークス工場（АКХЗ）が存在する。ソビエト連邦（ソ連）時代の1960年に建設が始まり、1963年に操業を開始したこの工場は煤煙を始めとする環境問題からアウディーイウカ中心部や従業員が暮らす住宅地から離れた郊外に作られたため、住宅地と工場を結ぶ公共交通機関が必要となった。そこで導入されたのが、高速かつ大量輸送が可能な路面電車のアウディーイウカ市電である。
1965年8月23日に住宅地と工場を結ぶ最初の路線が開通した後、1969年にはアウディーイウカのネクラソヴァ通り（вул. Некрасова）への延伸が行われ、1972年にも工場側の路線が拡張された。1986年にはアウディーイウカに隣接したスパルタク村（Спартак）までの路線が開通し、3つの系統による運行が行われるようになった。計画では更にドネツィクへ路線を伸ばしドネツィク市電と接続する事になっていたが実現する事はなかった。
車両については、開業当初2軸車のKTM-2（電動車）とKTP-2（付随車）による2両編成が導入されたが、工場の拡張や発展による利用客の増加に対して輸送力が不足し、ドネツィク市電からの譲渡車両で対応した。1977年以降は大型ボギー車のKTM-5が導入され、1980年までにKTM-2を含む従来の車両は全て置き換えられた。
ソビエト連邦の崩壊後、2003年にスパルタク方面への路線が廃止された事で路線網は1986年以前の状態に戻り、以降はアウディーイウカ中心部と工場を結ぶ2つの系統による運行が実施された。だが、ウクライナ騒乱以降勃発した紛争の中でアウディーイウカでも戦闘が勃発し、2014年にアウディーイウカ市電のうちネクラソヴァ通りと車庫（Трамвайне депо）を結ぶ区間が砲撃により破壊された。その後、安全確保や盗難防止のためこの区間の線路や施設は撤去され、以降は残された路線での運行が実施されたが、2015年1月に車庫が砲撃を受け、送電の停止も要因となり市電の運行は完全に停止した。
その後、翌2016年に復旧の動きが起き始め、同年5月にディーゼルエンジンや発電機を搭載したKTM-5を用いた試運転が実施された後、撤去された架線を再度設置した上で10月1日に車庫から工場の中央検問所（Центральная проходная АКХЗ）までの区間での運行が再開した。だが、その後も続く戦闘の影響で2017年1月に市電は再度運行を停止し、同一区間をシャトルバスが走行している事もあり2020年時点でも再開の目途は立っていない。

## ギャラリー

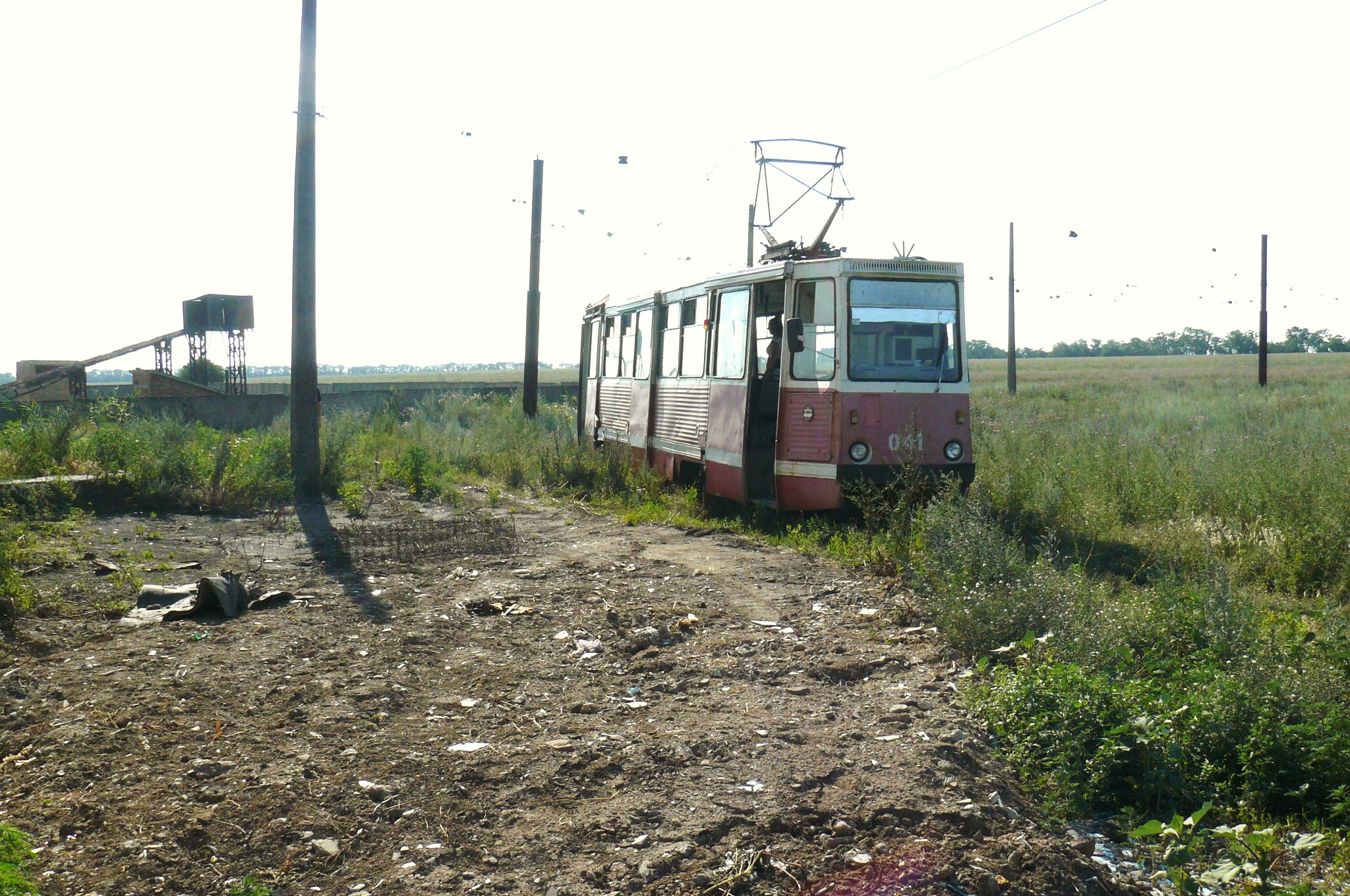
KTM-5（2012年撮影）
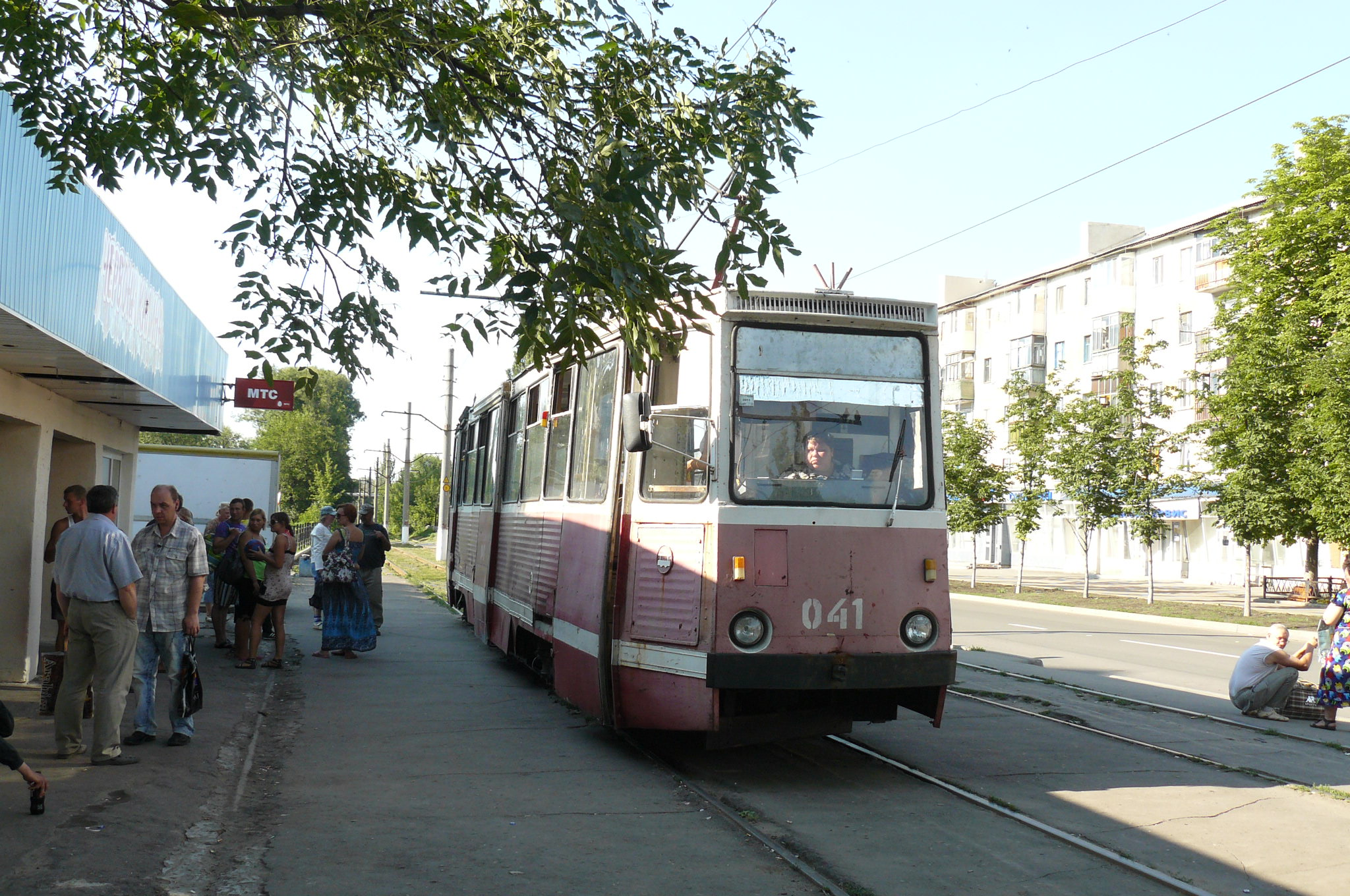
住宅地の電停に停車するKTM-5（2012年撮影）
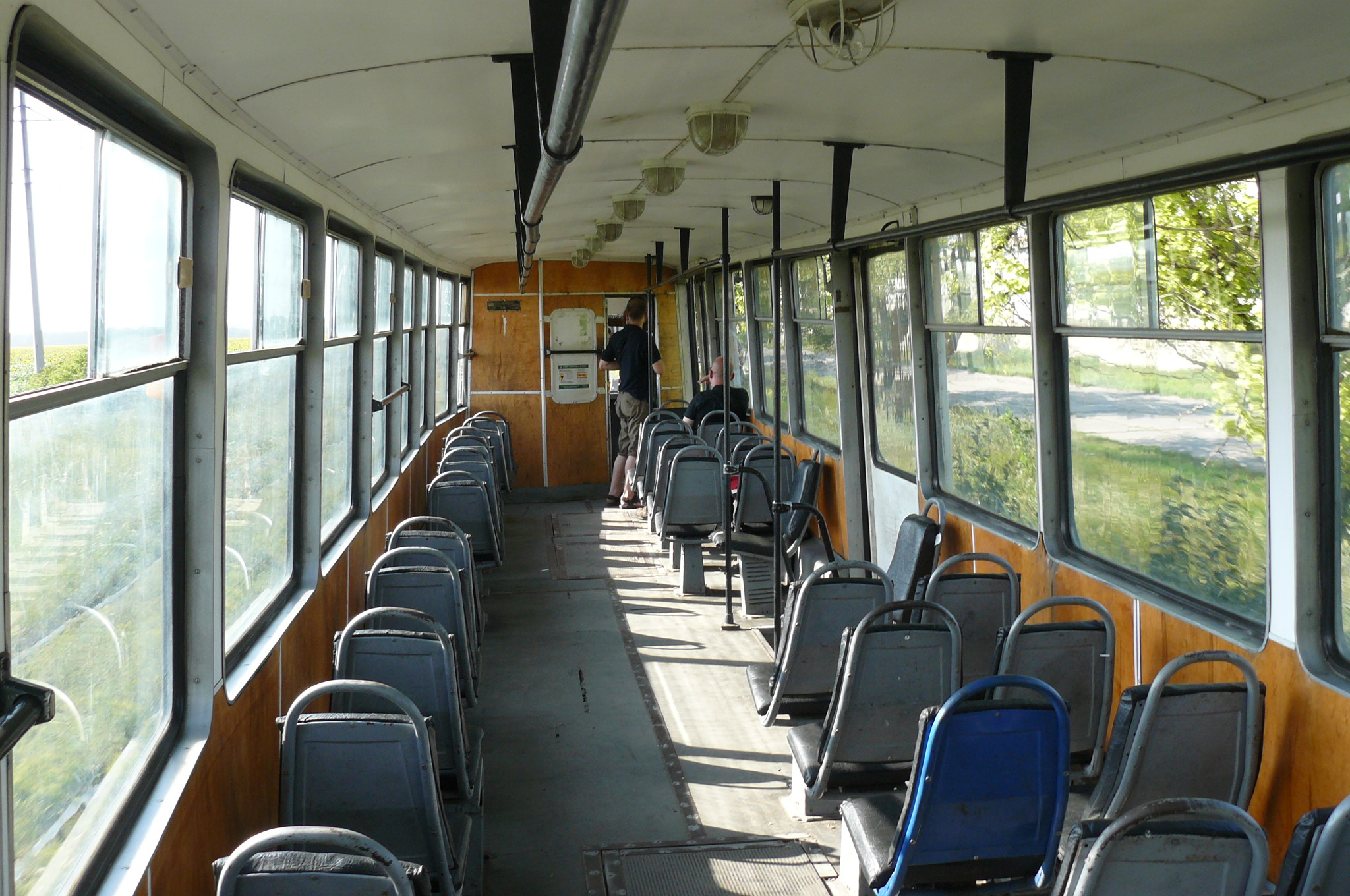
車内（2012年撮影）
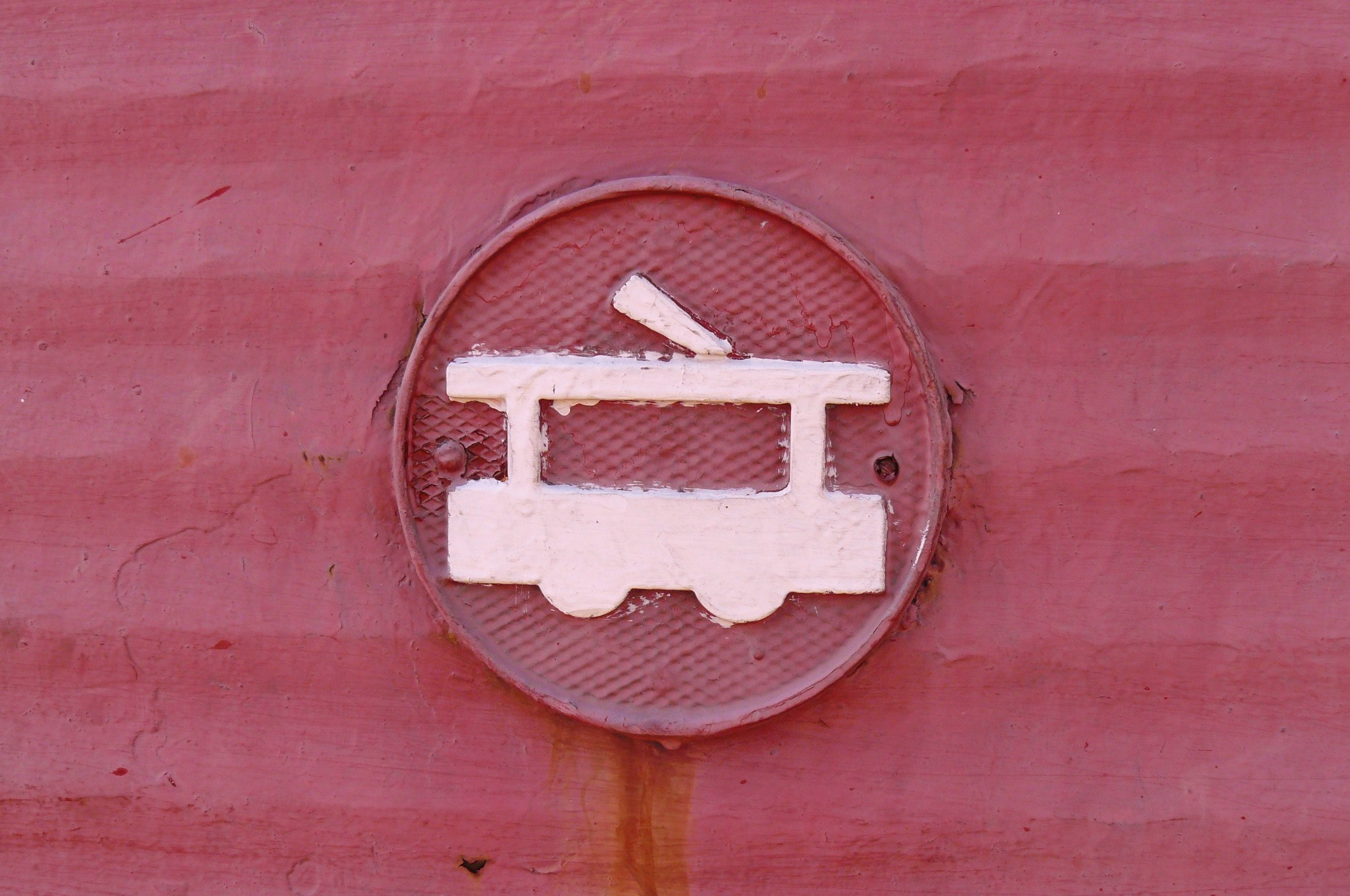
アウディーイウカ市電のマーク（2012年撮影）
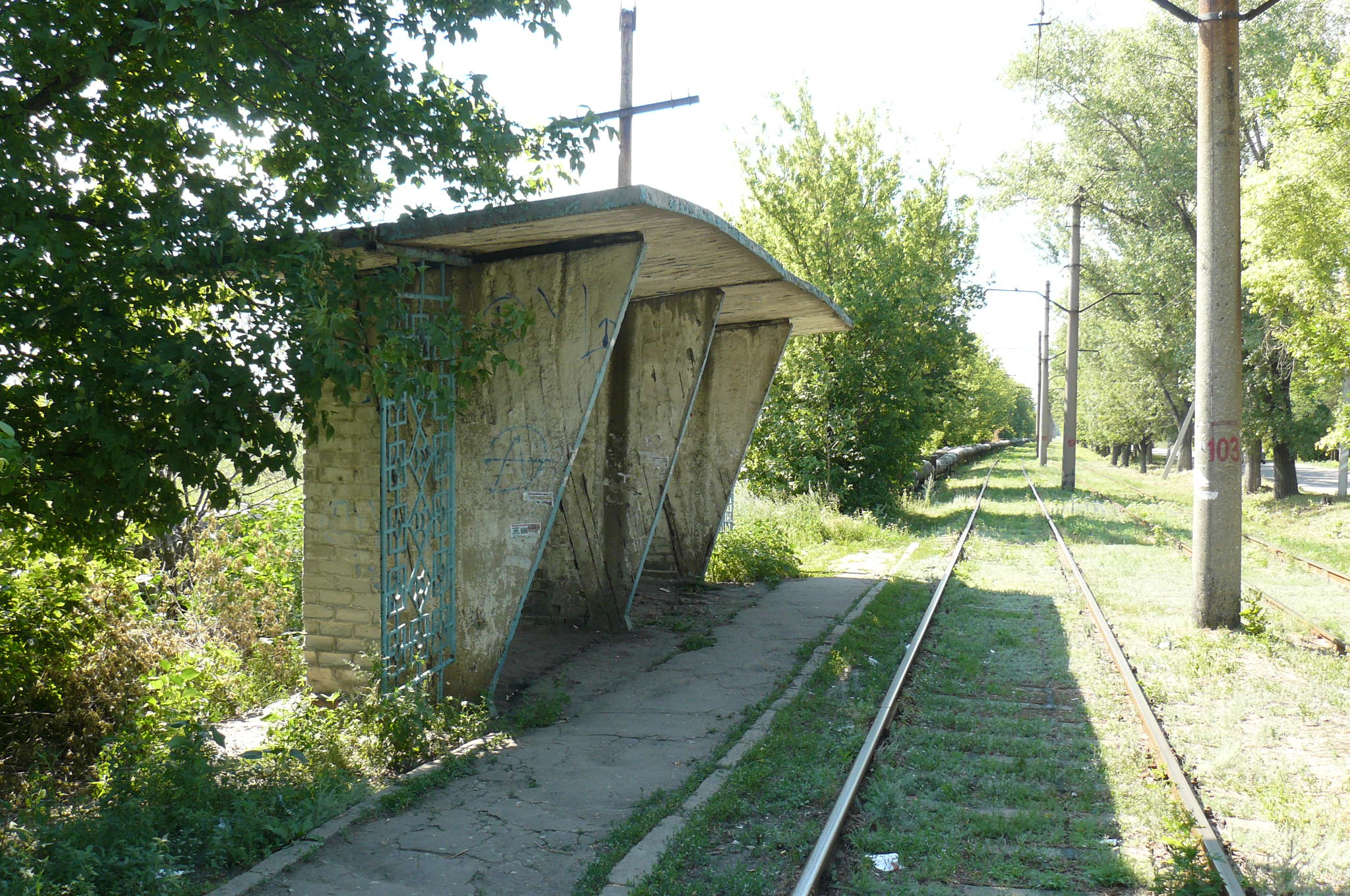
電停（2012年撮影）
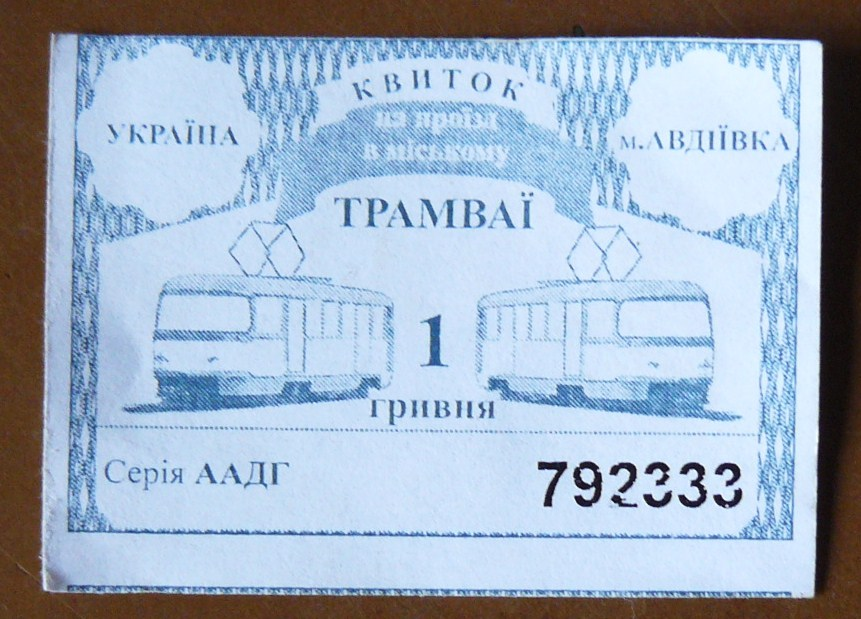
乗車券（2012年撮影）
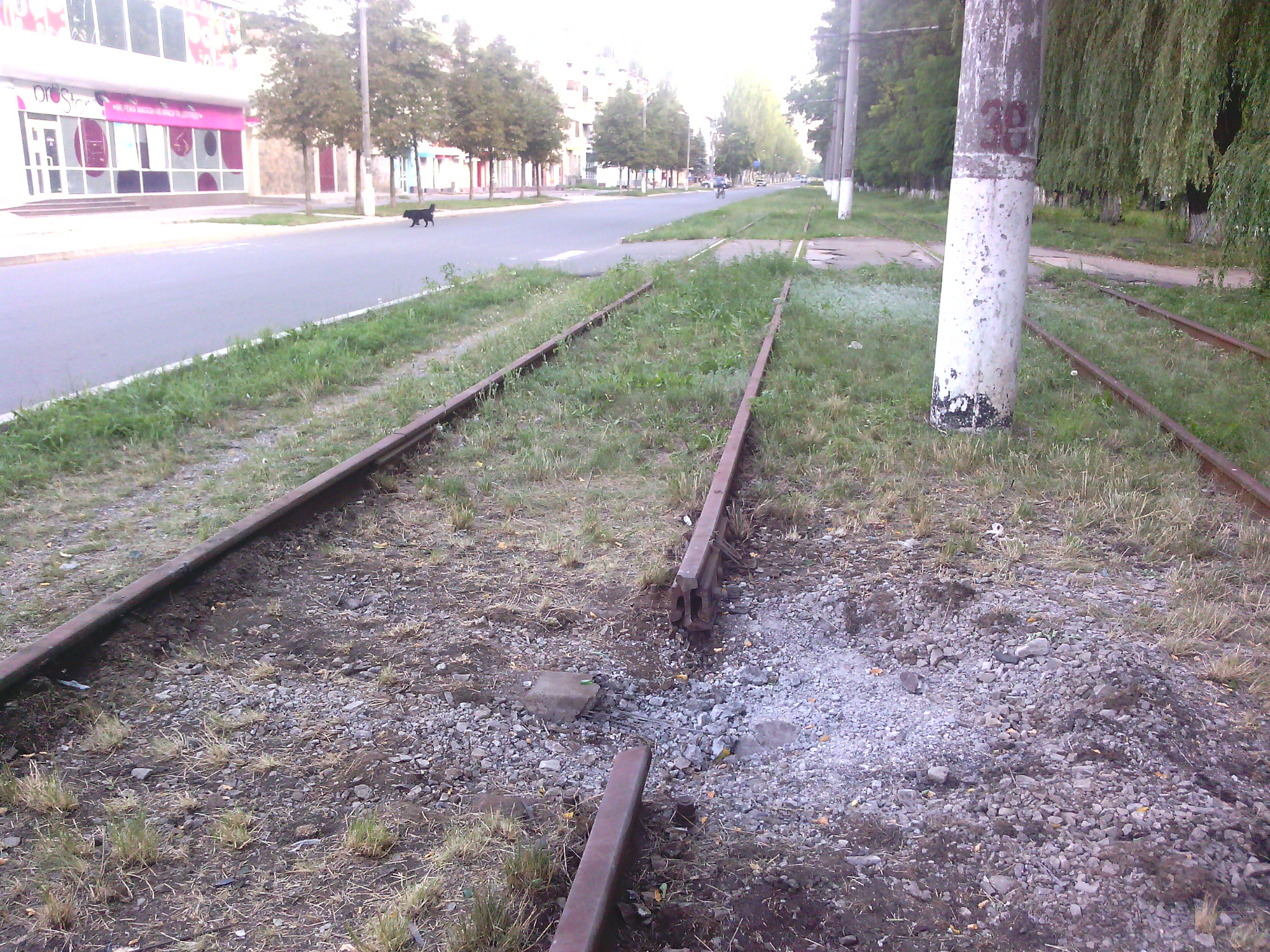
紛争の影響で破損した線路（2015年撮影）